# Titus Flavius Petro
Titus Flavius Petro (fl Ier siècle av. J.-C.) était le grand-père paternel de l'empereur romain Vespasien.

## Biographie
Il aurait été le fils d'un « loueurs d'ouvriers » qui chaque été franchissait le Pô pour aider les Sabins à effectuer leurs récoltes. Toutefois, Suétone écrit que sa recherche minutieuse n'a pas réussi à confirmer cette histoire. Petro est né et a grandi à Réate, dans la région Sabine, dans le Latium en Italie. Il s'est battu dans les rangs de l'armée de Pompée durant la guerre civile de César comme centurion ou comme réserviste bénévole. Sa carrière militaire s'acheva par une disgrâce lorsqu'il fuit le combat lors de la bataille de Pharsale en Grèce (9 août 48 av. J.-C.), mais il aurait obtenu une décharge avec un plein pardon selon les biographies antiques de Vespasien. Il est par la suite devenu collecteur d'impôts.
Il a épousé une femme fortunée appelée Tertulla, fille de Tertullus et de sa femme (c. 40 av. J.-C. - morte après 9 ap. J.-C.), qui sera le précepteur de son petit-fils le futur empereur Vespasien. Par ce mariage avec une femme fortunée, Petro réussit à améliorer sa condition et cette richesse garantit l'ascension sociale de leur fils appelé Titus Flavius Sabinus I,.

## Sources
- (en) Cet article est partiellement ou en totalité issu de l’article de Wikipédia en anglais intitulé « Titus Flavius Petro » (voir la liste des auteurs).
- Brian W. Jones, The Emperor Domitian, London, Routledge, 1992  (ISBN 978-0415101950) (OCLC 185763949 et 29222670) (OCLC 59968911).
- Suétone, La vie des douze Césars - Vespasien.